# Bienvenidos a Sarajevo
Bienvenidos a Sarajevo (título original: Welcome to Sarajevo) es una película británica del año 1997 dirigida por Michael Winterbottom. El guion es de Frank Cottrell Boyce y la historia está basada en el libro Natasha's Story de Michael Nicholson. La cinta participó en la selección oficial del Festival de Cannes de 1997.

## Sinopsis
En 1992, el reportero de ITN Michael Henderson (Stephen Dillane) viaja a Sarajevo, la asediada capital de Bosnia-Herzegovina o, en las palabras de los corresponsales, "el 14º peor lugar del planeta". Conoce al periodista estrella americano Jimmy Flynn (Woody Harrelson) en la búsqueda de las historias y fotos más emocionantes. Su trabajo les permite presenciar en primera línea el sufrimiento de las gentes de Sarajevo. La situación cambia cuando Henderson hace un reportaje desde un orfanato en el cual 200 niños viven en condiciones desesperadas. 
Con la ayuda de una trabajadora humanitaria americana llamada Nina (Marisa Tomei), Henderson intenta sacar a los niños del orfanato para llevarlos a un refugio. Al principio, la misión parece destinada al fracaso cuando milicianos serbios paran el autobús que traslada a los niños y se llevan a todos los musulmanes. Sin embargo, al final Henderson consigue llevar a la pequeña Emira (Emira Nušević) fuera del país, pero como su madre quiere verla, Henderson tiene que regresar con ella para que la madre autorice la adopción de la niña.

## Reparto
| Actor           | Personaje             |
| --------------- | --------------------- |
| Stephen Dillane | Michael Henderson     |
| Woody Harrelson | Jimmy Flynn           |
| Marisa Tomei    | Nina                  |
| Emira Nušević   | Emira                 |
| Goran Višnjić   | Risto Bavić           |
| Kerry Fox       | Jane Carson           |
| James Nesbitt   | Gregg                 |
| Emily Lloyd     | Annie McGee           |
| Frank Dillane   | Christopher Henderson |

## Estilo
Michael Winterbottom retrata el asedio de Sarajevo con un brutal realismo. En la secuencia inicial hay un tiroteo en la fiesta de una boda. Otras secuencias impactantes incluyen la captura del autobús de niños huérfanos y la muerte del conductor Risto Bavić (Goran Višnjić) por un francotirador.
- Datos: Q750917